# Mathilde Neesgaard
Mathilde Neesgaard Mogensen (n. 2 aprilie 1993, în Herning) este o handbalistă din Danemarca care evoluează pe postul de centru pentru clubul românesc CS Rapid București și echipa națională a Danemarcei.
Mathilde Neesgaard a câștigat împreună cu naționala de junioare a Danemarcei medalia de aur la Campionatul European pentru Junioare Serbia 2009. De asemenea, în 2011, ea a câștigat, alături de FC Midtjylland Håndbold, Cupa EHF.

## Palmares
- Campionatul European de Junioare:
  -  Câștigătoare: 2009

- Liga Campionilor:
  - Grupe principale: 2012

- Cupa EHF:
  -  Câștigătoare: 2011
  - Semifinalistă: 2013
  - Turul 3: 2017

- Campionatul Danemarcei:
  -  Câștigătoare: 2011, 2013
  -  Medalie de bronz: 2012

- Cupa Danemarcei:
  -  Câștigătoare: 2012
  - Locul 4 (Turneul Final Four): 2016

- Supercupa Danemarcei:
  -  Medalie de argint: 2011

## Statistică goluri și pase de gol
Conform Federației Daneze de Handbal, Federației Europene de Handbal și Federației Internaționale de Handbal:
| Sezon         | Echipă | Goluri |
| ------------- | ------ | ------ |
|               |        |        |
| 2016-17       |        |        |
| TTH Holstebro | 87     |        |
|               |        |        |
| 2017-18       |        |        |
| TTH Holstebro |        |        |
|               |        |        |
| 2018-19       |        |        |
| TTH Holstebro | 56     |        |
|               |        |        |
| 2019-20       |        |        |
| Aarhus United | 51     |        |
|               |        |        |
| 2020-21       |        |        |
| Aarhus United | 160    |        |
|               |        |        |
| 2021-22       |        |        |
| Aarhus United | 204    |        |
|               |        |        |
| 2022-23       |        |        |
| Aarhus United | 181    |        |

| Sezon         | Echipă | Goluri |
| ------------- | ------ | ------ |
|               |        |        |
| 2019-20       |        |        |
| Aarhus United | 3      |        |
|               |        |        |
| 2020-21       |        |        |
| Aarhus United | 5      |        |
|               |        |        |
| 2021-22       |        |        |
| Aarhus United | ✳      |        |
|               |        |        |
| 2022-23       |        |        |
| Aarhus United | 15     |        |

| Ediția             | Echipă | Goluri | Pase de gol |
| ------------------ | ------ | ------ | ----------- |
|                    |        |        |             |
| Serbia 2009        |        |        |             |
| Danemarca junioare | 16     | 42     |             |

| Ediția            | Echipă | Goluri | Pase de gol |
| ----------------- | ------ | ------ | ----------- |
|                   |        |        |             |
| Cehia 2012        |        |        |             |
| Danemarca tineret | 15     | 12     |             |

| Sezon          | Echipă | Goluri |
| -------------- | ------ | ------ |
|                |        |        |
| 2011-12        |        |        |
| FC Midtjylland | -      |        |

| Sezon                   | Echipă | Goluri |
| ----------------------- | ------ | ------ |
|                         |        |        |
| 2010-11                 |        |        |
| FC Midtjylland Håndbold | -      |        |
|                         |        |        |
| 2012-13                 |        |        |
| FC Midtjylland          | 3      |        |
|                         |        |        |
| 2016-17                 |        |        |
| TTH Holstebro           | 2      |        |

✳ Aarhus United nu a participat la ediția 2021-2022 a Cupei Danemarcei.